# ロストマジック
『ロストマジック』(LOSTMAGIC)は、2006年1月12日にタイトーから発売されたニンテンドーDS用のアクションRPG。

## 概要
プレイヤーは主人公の見習い魔導師アイザック・ライトブラードとなって、魔法と仲間の魔物を駆使して「黄昏の歌姫」の支配から世界を取り戻すことを目的とする。主人公も参加するリアルタイムで進むポケモンのようなゲーム、と言えばイメージしやすいかもしれない。
育てた主人公同士による対戦プレイも可能。サードパーティ初のニンテンドーWi-Fiコネクション対応ソフトである。
佐藤好春が全体のアートを担当しているのも特徴。
2009年に任天堂からこの作品の実質的な続編である『タクトオブマジック』が発売されている（開発元はタイトー）。

## このゲームの特色
特色はなんと言っても、ほぼ全ての操作をタッチペンで行うことである。特に戦闘は、タッチペン以外は十字キー（マップの視野の移動）、Lボタン（魔法陣の発動）しか使わない。
また、魔法は従来のように選択して決定するのではなく、決められた文字（ルーン）を魔法陣にタッチペンで直接書いて発動させるのも大きな特徴の一つである。
このゲームは戦略性が非常に高いため、単なる力のゴリ押しではクリアできない面もたくさんあり、逆にレベルが低くても作戦次第では難なくクリアできることもある。
戦闘はリアルタイムで進み、常に戦況を把握して迅速かつ的確に指揮しなければならないため難易度は比較的高めで、レベルを最大まで上げても油断するとしばしばゲームオーバーの憂き目にあう。

## ルーン
火、水、風、地、光、闇の6種の属性があり、それぞれにレベルの違う3つ、計18種のルーンがある。MP（マナ・ポイント）を消費する。（MPは時間とともに自動で回復する。）
特に最上級のルーンはロストマジックと呼ばれ、各属性の賢者（後述）によって厳重に管理された究極のルーンとされる。

## 属性
火と水、風と地、光と闇はそれぞれ対立関係にある。魔法と各キャラはいずれかの属性を持っており、（キャラのみ「無属性」のものがある）あるキャラに反対の属性の攻撃魔法を使うと、通常より多くのダメージを与えられる。たとえば、火属性のモンスターには水属性の攻撃魔法が、水属性のモンスターには火属性の攻撃魔法が有効である。

## ダブルーン
一つめのルーンに重ねてもう一つのルーンを書いたものをダブルーンと呼ぶ。ダブルーンは一般に一つだけのルーンの魔法より大幅に強化されていたり、特殊な効果が付加されるが、より多くのMPを消費する。全ての組み合わせが存在し、計324種の魔法がある。

## トリプルーン
ルーンを3つ重ねて書いたものをトリプルーンと呼ぶ。かつての大戦で失われた伝説上の魔法とされる。非常に強力な威力や極めて特殊な効果を持つが、MPの大半を使ってしまうようなものも少なくない。54種の魔法がある。